# Tankstelle
Eine Tankstelle (auch Versorgungsanlage, Tankstation, Gasfüllanlage, umgangssprachlich Tanke, ursprünglich Zapfstelle) ist eine Anlage, an der Kraftfahrzeuge mit den flüssigen Kraftstoffen Benzin und Diesel versorgt werden können. Teilweise werden zusätzlich auch Autogas (LPG, flüssig), Erdgas (CNG, 200 bar), Wasserstoff (H2, 700 bar) oder Ladestationen für Elektrofahrzeuge angeboten. Die Abgabe der Stoffe erfolgt an Zapfsäulen mit meist 5 Schläuchen über einen Zähler, Gaszapfsäulen sind meist separat. Die im Tagesverlauf fluktuierenden Preise für die Kraftstoffe werden meist an einem Preismast dargestellt. Außerhalb der Öffnungszeiten kann an manchen Tankstellen ein Tankautomat benutzt werden. Es gibt zudem auch Tankstellen ohne Kassierer, an diesen wird nur mittels Automat bezahlt.

## Geschichte

### Vorformen
Als die ersten Verbrennungsmotoren konstruiert wurden, gab es Benzin und andere Treibstoffe, wie Petroleum, nur in Apotheken. Als erste „Tankstelle“ der Welt wird deshalb die Stadt-Apotheke in Wiesloch in Deutschland genannt, wo Bertha Benz bei ihrer Automobil-Überlandfahrt von Mannheim nach Pforzheim Anfang August 1888 das Leichtbenzin Ligroin einkaufte. An diese Fahrt erinnert seit 2008 die offizielle deutsche Ferienstraße Bertha Benz Memorial Route. Ligroin diente damals in erster Linie der Reinigung von Kleidung (Waschbenzin).
Etwa ab 1900 verkauften auch andere Stellen Treibstoffe. Das erste Tankstellenverzeichnis in Deutschland stammt aus dem Jahr 1909 und listet 2500 Drogerien, Kolonialwarenhändler, Fahrradhandlungen, Hotels und Gaststätten, die Benzin bereithielten.
Benzin wurde damals in beliebige Behälter abgefüllt. Sicherheitsvorschriften mussten dabei nicht erfüllt werden. Häufig waren nicht mehr benötigte Milchkannen oder Flaschen üblich. Auch wurde beim Umfüllen in den Fahrzeugtank geraucht. Folge waren schwere Unfälle durch Entzündung des Treibstoffs. Aus diesen Vorkommnissen etablierten sich langsam die gültigen Normen. In Deutschland sind dies die Technischen Regeln für brennbare Flüssigkeiten (TRbF).

### Tankstellen

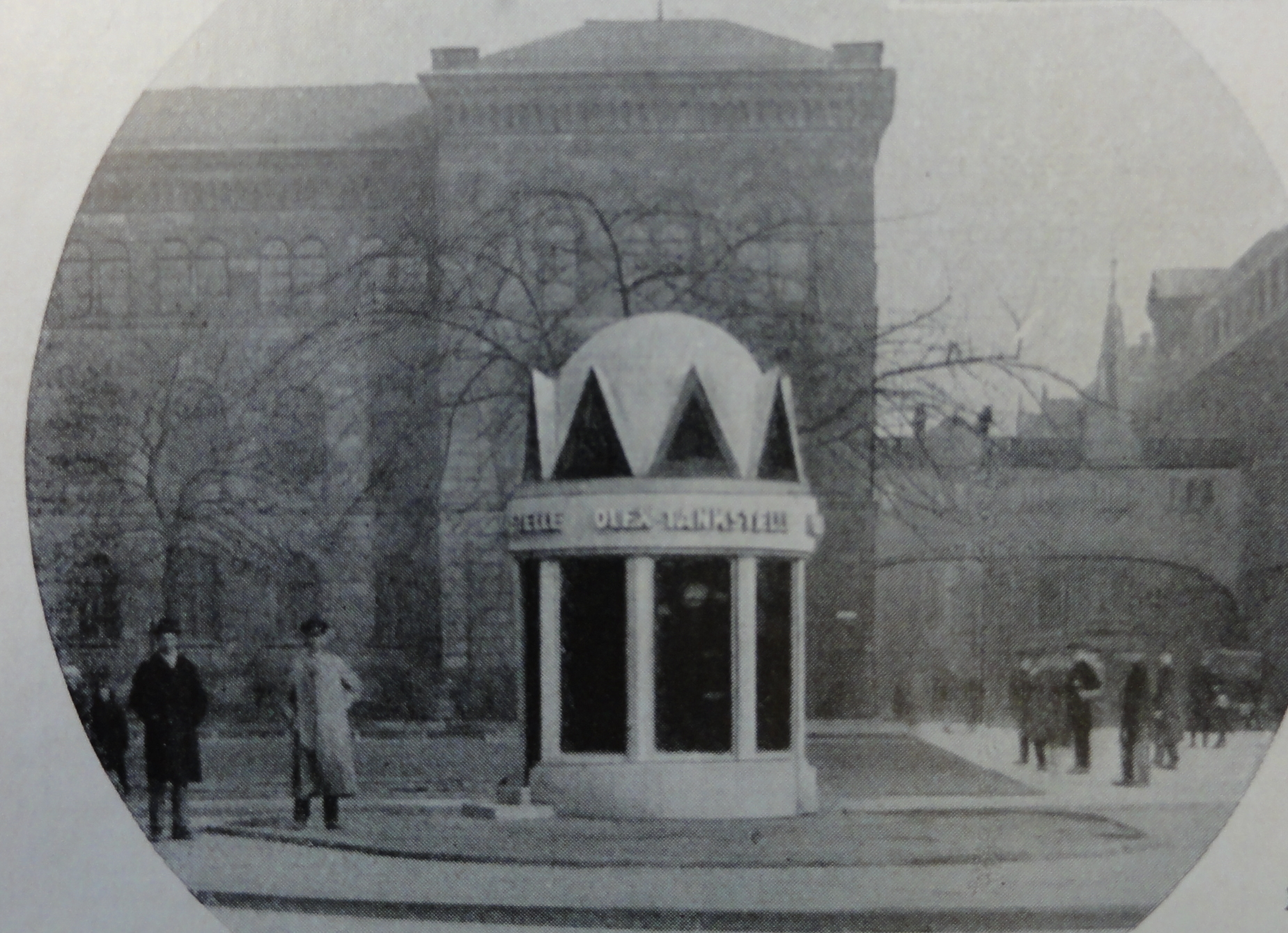
Erste öffentliche Tankstelle in Deutschland: Die OLEX-Tankstelle am Raschplatz in Hannover (veröffentlicht 1923)

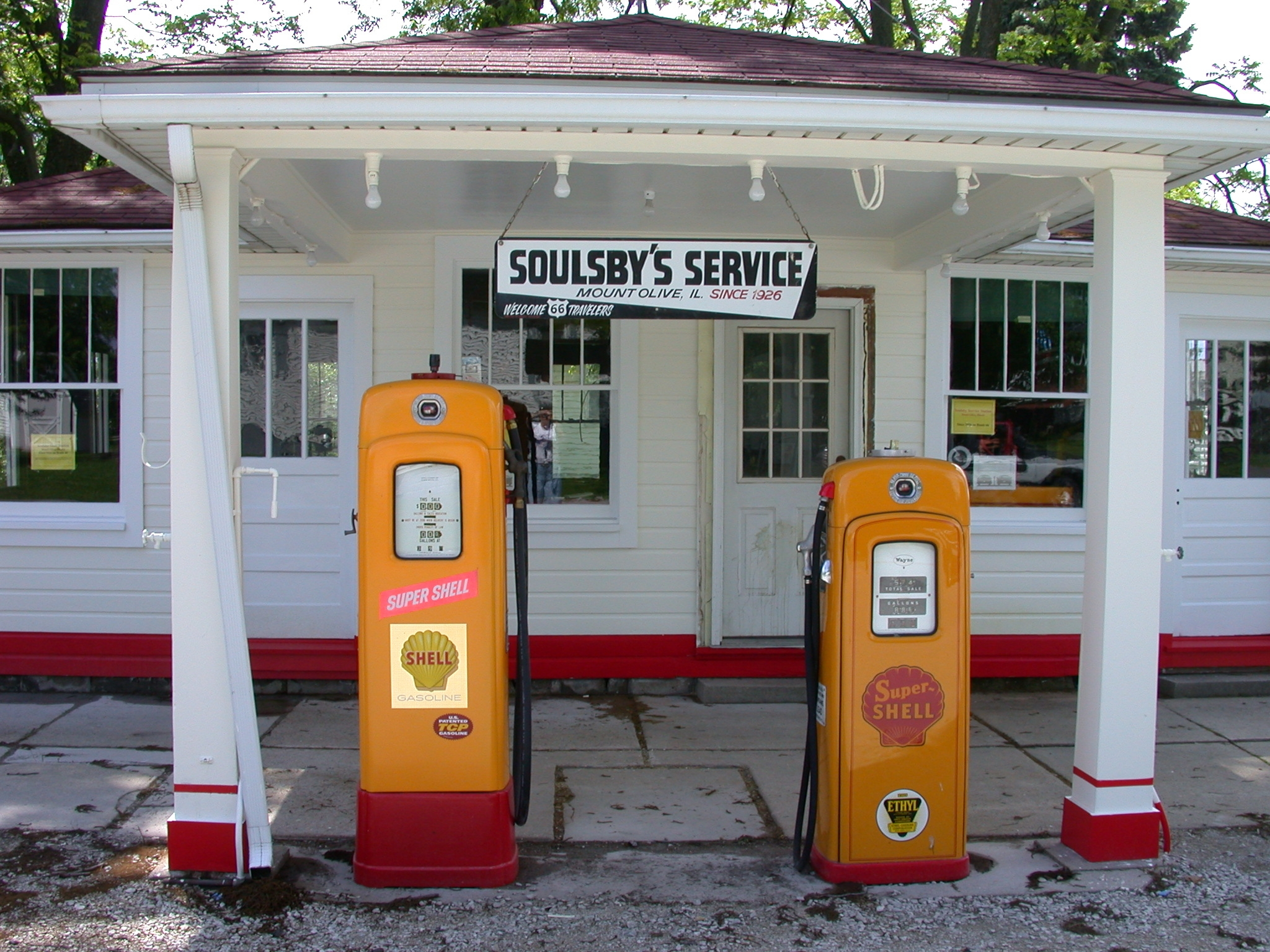
Tankstelle in Mount Olive, Illinois, an der Route 66 (2023)

Mit Zunahme des motorisierten Verkehrs entstanden die ersten Zapfstellen, häufig zusammen mit Autowerkstätten, die sich oft aus einer Schmiede oder Schlosserei entwickelten. In den ersten Jahrzehnten waren es zumeist einfache Fasspumpen, wie sie lange noch in der heimischen Garage benutzt wurden (Fasstankstelle).
Später kamen Handpumpen-Säulen mit unter der Straßen- oder Bürgersteigdecke eingelassenen Benzintanks auf. Die Standard Oil of Indiana stellte 1917 den Einheitstyp der Tankstelle vor, der mit Abwandlungen noch immer besteht, damals „Großtankstelle“ genannt. Die Zapfsäulen und die tankenden Kunden werden von einem freistehenden Dach gegen Regen geschützt, unter das mit dem Kraftfahrzeug gefahren werden kann. Das zu den Zapfsäulen hin voll verglaste Kassenhäuschen steht einige Meter abseits und ein „Preismast“ bewirbt die Preise in Blickrichtung der Straße. Tankstellen dieser Bauart entstanden seit den 1920er Jahren.

#### Deutschland
Die erste Tankstelle im Deutschen Reich wurde Ende 1922 von der Mineralölfirma OLEX am Raschplatz in Hannover eröffnet. Die gleiche Firma errichtete in ihrem Geschäftshaus, dem Olex-Haus, in Berlin-Schöneberg eine Tankstelle. Am 11. August 1927 konnten die Autofahrer nach dem US-amerikanischen Vorbild (wo dies bereits seit 1907 möglich war) erstmals in Hamburg an einer Zapfsäule tanken. Hier wurden die Autos direkt durch den Füllrüssel betankt, sodass der Tankwart nicht mehr mit den Kanistern hantieren musste.
Das Sortiment der ersten Tankstellen umfasste – neben dem Treibstoff – Schmieröle, Reifen, Zündkerzen und Zubehör, später kamen noch Autoradios dazu. Bei manchen war eine Werkstatt angegliedert.
Nachdem Shell in Hamburg-Altona und Aral im Ruhrgebiet 1969 zunächst Testbetriebe in Pilotanlagen durchführten, eröffnete BP am 10. Juli 1970 in Hamburg-Hausbruch die erste reine Selbstbedienungstankstelle Deutschlands mit neuzeitlichen Zapfanlagen. Ende 1970 verfügte Shell über 30 solcher Stationen, bis Ende 1973 waren es bei BP ca. 10 % ihrer 4.150 Tankstellen. Die Kunden erhielten den Kraftstoff hier seinerzeit mit einem Preisvorteil von 2–3 Pfennig pro Liter gegenüber den herkömmlichen Tankstellen.

#### Österreich
Die erste Tankstelle Österreichs ging am 16. September 1924 in Graz in Betrieb. Der gemauerte Kiosk stand bis 1964 an der Westseite des Jakominiplatzes auf einer Verkehrsinsel. Der unterirdische Tank fasste 5000 Liter Benzin. Gegen einen später geplanten 15.000 Liter-Tank regte sich Widerstand. Kurz danach wurde in Graz je eine Tankstelle auf dem Gries- und Lendplatz errichtet. Der Jakominiplatz wurde Knoten für Straßenbahn und Bus und fast autofrei. Die erste öffentliche Benzinzapfstelle in Kärnten wurde im Mai 1925 am Hauptplatz von St. Veit an der Glan eröffnet. In der Hauptstadt Wien wurde die erste Tankstelle erst am 12. Oktober 1925 durch Fanto Benzin eröffnet.

### Beruf Tankwart
Das Berufsbild Tankwart entstand zunächst unter Sicherheitsaspekten, da wegen der Unfallgefahr das Betanken Profis überlassen sein sollte. Dazu kam der Service-Gedanke. Der Tankwart „wartete den Tank“, füllte also Treibstoff nach und kassierte dafür. Meist wurden die Scheiben gereinigt, der Ölstand, Wasserstand des Kühlers, Frostschutzmittelgehalt des Kühlwassers, der Luftdruck der Reifen und die Beleuchtung geprüft. In Zeiten der Vollmotorisierung, Rationalisierung und der Selbstbedienungstankstellen gerät in Vergessenheit, dass früher ein Tankwart diesen Service leistete.
Vor 1952 war der Tankwart „Anlernberuf“. In diesem Jahr wurde er in der Bundesrepublik Deutschland zum Lehrberuf mit einer dreijährigen Lehrzeit.

„Die Versorgung unserer Kraftfahrzeuge mit Betriebsmitteln erfordert schon ein beträchtliches Ausmaß besonderer Kenntnisse und Fähigkeiten, weshalb der Kraftfahrer mit Recht verlangen kann, daß das Tankstellenpersonal dementsprechende Ausbildung erhält.“

Damit griff das Bundesverkehrsministerium eine Idee von 1942 wieder auf, die damals wegen des Krieges nicht umgesetzt worden war.

## Treibstoffarten

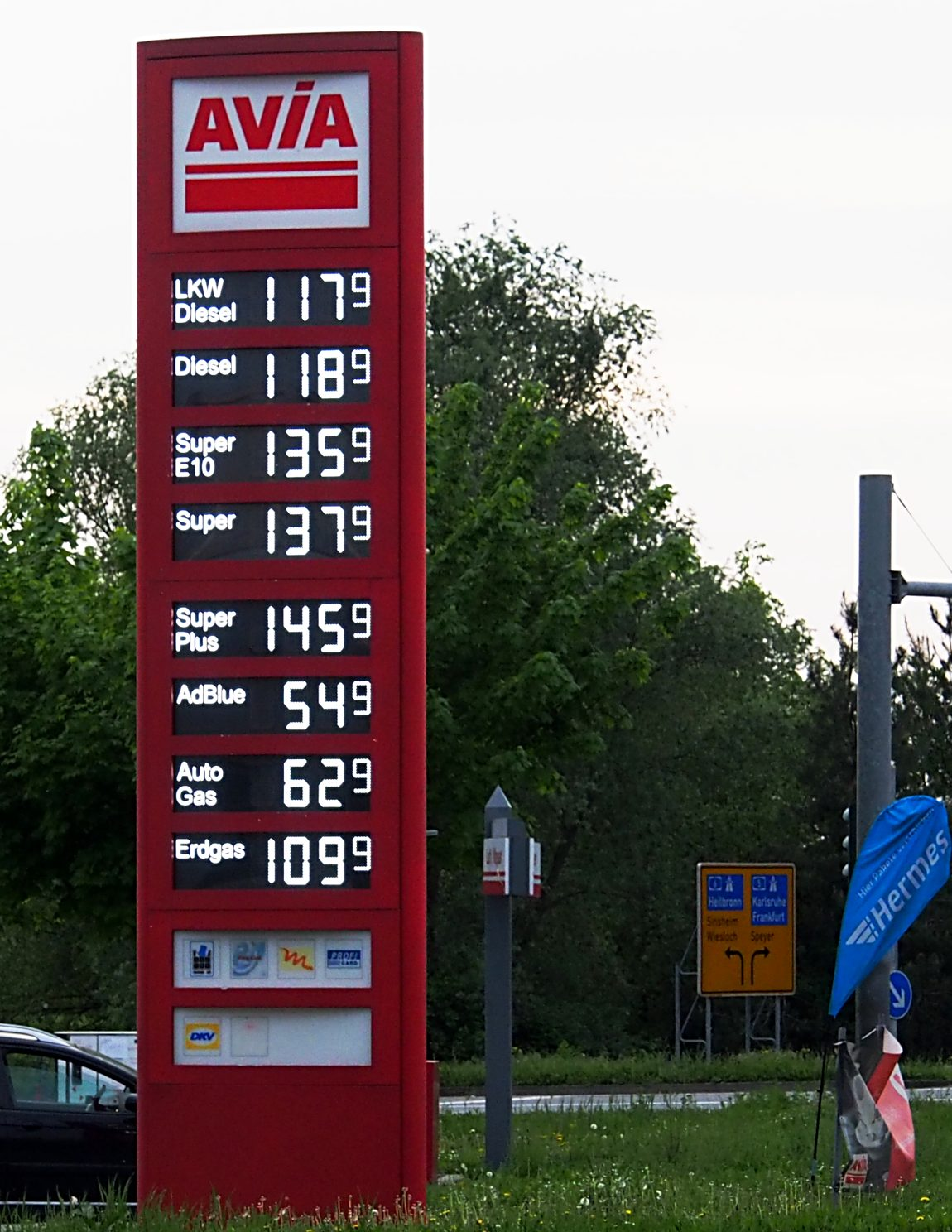
Preismast mit acht Produkten (Walldorf 22. April 2018)

### Klassische Treibstoffe
Zunächst wurden an den Tankstellen Leichtbenzin und Petroleum angeboten, Benzol und Benzin in unterschiedlicher Qualität. Dieselkraftstoffe gehörten lange nicht zum Angebot, da Selbstzündungsmotoren nur in Lkw verwendet wurden, die meist auf einem Betriebshof betankt wurden.

### Herkömmliche Treibstoffe
Tankstellen bieten unterschiedliche Kraftstoffe an. Benzin in unterschiedlicher Qualität (unterschiedliche Oktanzahl) und Dieselkraftstoff sind am meisten verbreitet.
Lange Zeit wurden allen Benzinsorten noch Bleiverbindungen zugesetzt, um die Klopffestigkeit zu erhöhen und so die Ventilsitze der Motoren zu schonen. Bei der Verbrennung dieser Additive im Motor entstanden giftige Bleirückstände. Das Weglassen der Additive führte aus Rücksicht auf ältere Autos mit ungehärteten Ventilsitzen in den 1990er Jahren dazu, dass zeitweise verbleites und unverbleites Benzin nebeneinander angeboten wurde.

### Neue Treibstoffe
Zu dem Angebot traten ab den 1980er Jahren Autogas, Erdgas und Wasserstoff für entsprechende Antriebsarten hinzu. Mit Biodiesel kam erstmals ein Kraftstoff auf, der einen anderen Kraftstoff (Diesel) ersetzen sollte. Neu sind jetzt Kraftstoffe, die pur oder mit klassischen Treibstoffen vermischt getankt werden können, wie Pflanzenöl und Bioethanol.

## Tankstellenarten

### Markentankstellen

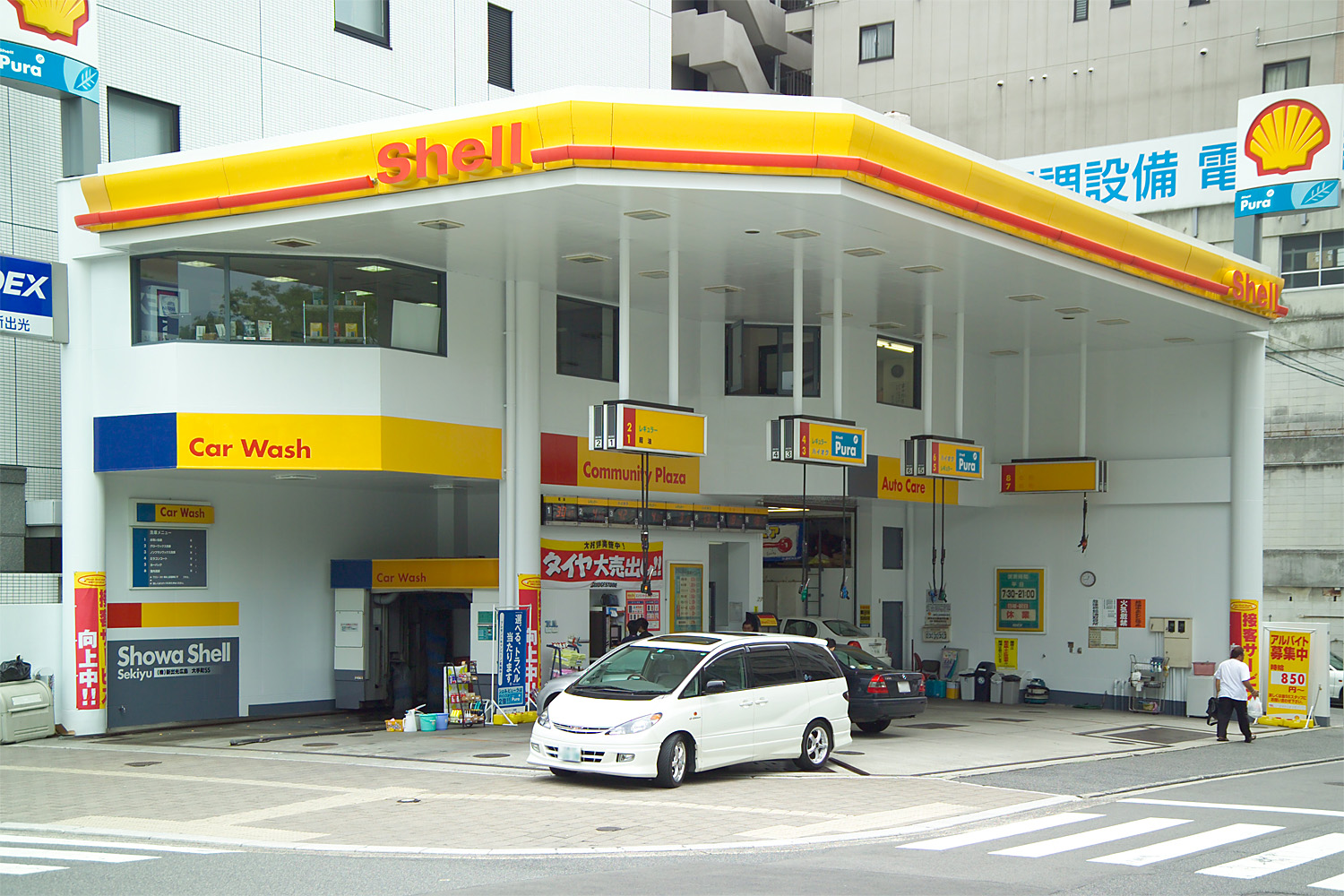
Shell-Tankstelle in Japan

Markentankstellen sind an bestimmte Ketten gebunden. Dies können die großen Ölkonzerne wie BP (in Deutschland primär unter der Marke Aral), Shell, Phillips 66 (in Deutschland hauptsächlich unter der Marke Jet), TotalEnergies oder ExxonMobil (Esso) sein, die im Branchen-Jargon A-Gesellschaften, Farbengesellschaften oder auch „die großen Fünf“, genannt werden. Es kann aber auch eine der vielen mittelständischen Ketten sein (B-Farben), die zwischen einem Dutzend und einer dreistelligen Zahl von Tankstellen unterhalten. Viele dieser Mittelständler sind in Deutschland im UNITI-Bundesverband mittelständischer Mineralölunternehmen zusammengeschlossen oder Mitglied der Avia.
Es werden gesellschaftseigene, also im Eigentum der Mineralölgesellschaft befindliche, und unter Franchise genutzte Tankstellen unterschieden. Zu letzterem gehören beispielsweise in der Schweiz Tankstellen der Coop Pronto. Internationale Konzerne mit Tankstellenketten sind unter anderem AVIA, BP (Aral in Deutschland), Eni (Agip in D-A-CH), ExxonMobil (ESSO in Deutschland), Phillips 66 (Jet in D-A-CH), OMV, Shell, Tamoil (HEM in Deutschland) oder TotalEnergies. ConocoPhillips hat sich in Deutschland selbst mit seinen Jet-Tankstellen als B-Marke positioniert. Orlen Deutschland gehört zum polnischen Mineralöl- und Petrochemiekonzern PKN Orlen und betreibt die „Star-Tankstellen“.
Darüber hinaus betreiben einige Mineralölgesellschaften noch Tankstellen unter Marken, die sie übernommen haben, um die Markenrechte durch „Ausübung“ zu schützen. Ein Beispiel hierfür sind in Deutschland die Gasolin-Tankstellen im Falle von Aral sowie Dea im Falle von Shell.

### Freie Tankstellen

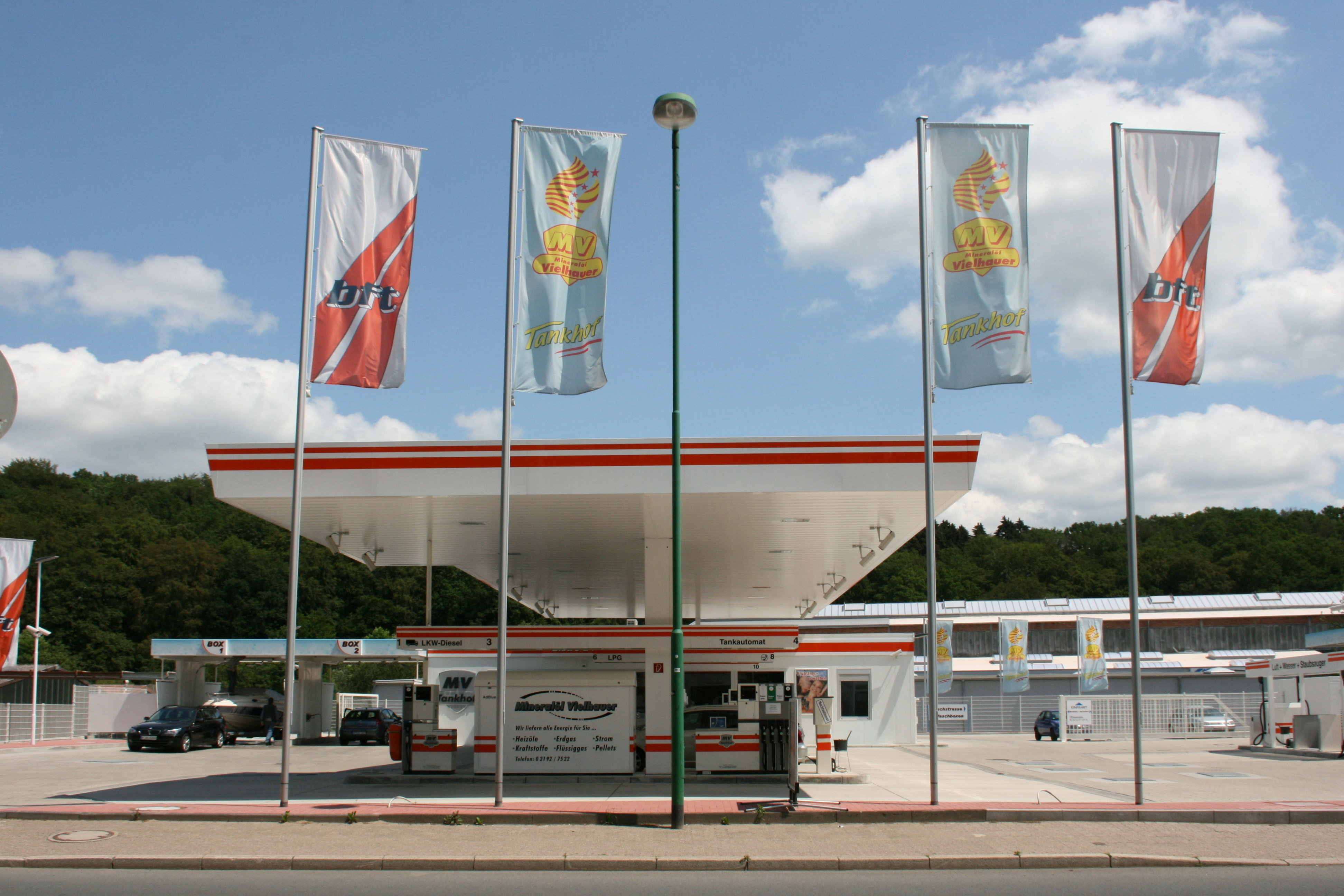
Freie BFT-Tankstelle in Hückeswagen

Als Freie Tankstellen werden Tankstellen bezeichnet, die ihre Kraft- und Schmierstoffe im eigenen Namen und für eigene Rechnung verkaufen und die nicht in das Vertriebssystem einer Markenfirma eingegliedert sind. Sie werden mitunter markenlose oder weiße Tankstellen genannt, in Österreich Diskonttankstellen. Wahrgenommen wird allerdings gemeinhin jede Tankstelle als freie, die dem äußeren Erscheinungsbild nach nicht zumindest einer der B-Marken (Westfalen, Ruedi Rüssel, Turmöl) zuzuordnen ist, obwohl der größte Teil solcher Tankstellen Kraftstoffe direkt oder indirekt im Namen und für Rechnung eines großen Mineralölkonzerns vertreibt.
Teilweise werden weiße Markentankstellen direkt als solche errichtet, in Deutschland insbesondere von ConocoPhillips als Supermarkttankstellen. Die Betreiber von tatsächlich freien Tankstellen können ihre Kraftstoffe nur von den Raffinerien der großen Mineralölkonzerne beziehen, die qualitativ alle den gleichen gesetzlichen Normen, in der EU insbesondere der EN 228 entsprechen müssen. In Deutschland sind gut 500 freie Tankstellenbetreiber im Bundesverband freier Tankstellen zusammengeschlossen, dieser ist Mitglied im Dachverband MEW Mittelständische Energiewirtschaft Deutschland.

### Autobahntankstellen
Zur Vergabe der Einlieferungsrechte an Autobahntankstellen und dementsprechend der Markenverteilung an selbigen ist im Artikel zur Autobahnraststätte nachzulesen.

### Mobile Tankanlagen
Mobile Tankanlagen sind kleinere, bewegliche Tankstellen, die in der Industrie und im Gewerbe sowie bei Katastrophen- und Zivilschutz häufig verwendet werden. Diese ermöglichen dem Anwender eine Betankung von Fahrzeugen und Maschinen direkt vor Ort der Anwendung. Um mobile Tankanlagen zu bewegen, sind je nach Land verschiedene gesetzliche Vorschriften zu beachten. Hierzu zählen in Deutschland je nach Anwendungsbereich die GGVSEB (Gefahrgutverordnung Straße, Eisenbahn und Binnenschifffahrt) und GGVSee (Gefahrgutverordnung See), sowie international das „Übereinkommen für den Transport gefährlicher Güter auf der Straße“ (ADR), „-auf der Schiene“ (RID), „-auf Binnenwasserstraßen“ (ADN) und „-mit Seeschiffen“ (IMDG-Code).

## Deutschland

### Der Markt

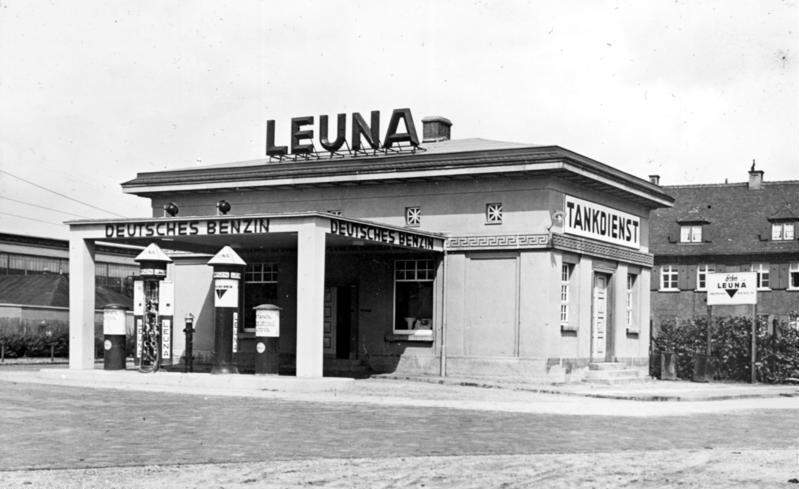
Tankstelle, 1936

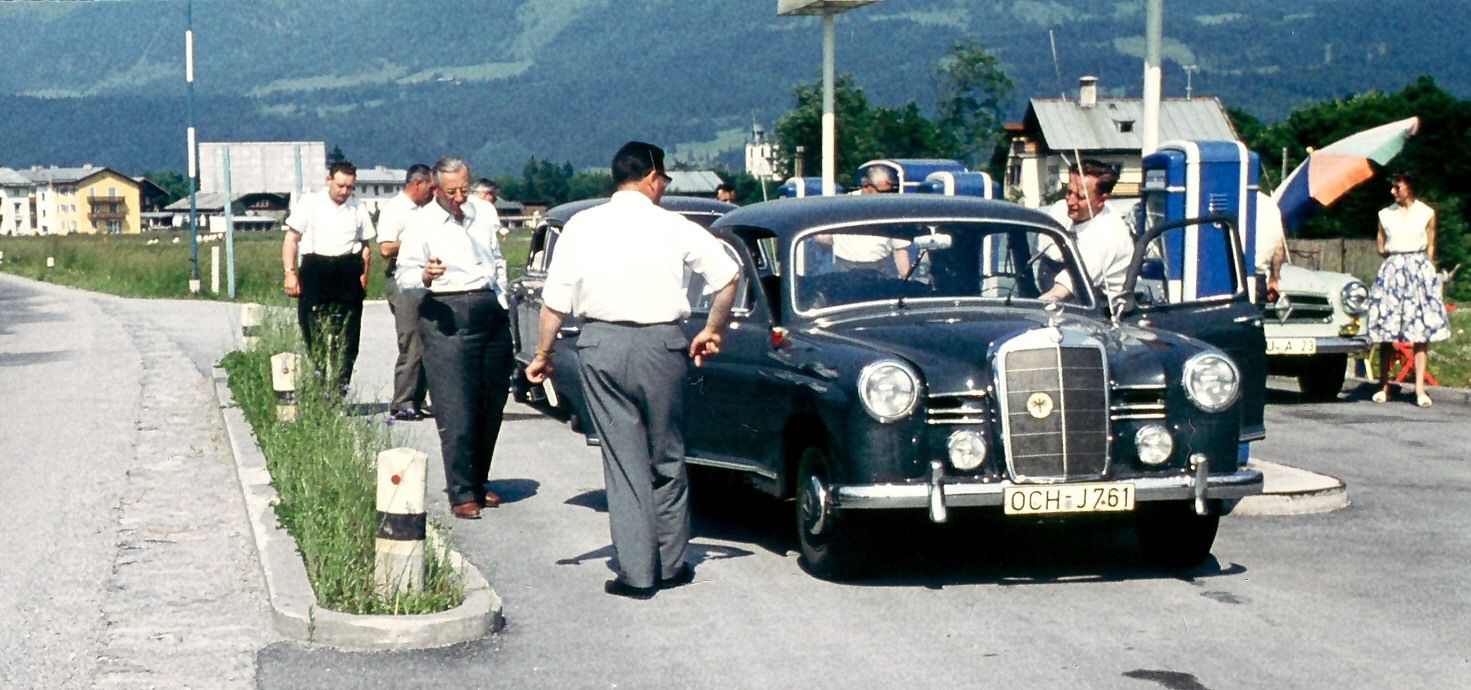
Tankstelle, 1961

Ende der 1990er Jahre sorgten schärfere Gesetze dafür, dass alle Tankstellen den Anforderungen des Umweltschutzes Sorge tragen mussten. Im Rahmen dieser Umbauten wurden viele Tankstellen erweitert, aber auch viele kleine Tankstellen geschlossen. Damit setzte sich ein seit Jahrzehnten anhaltendes Tankstellensterben fort. 1969 gab es auf dem Gebiet der damaligen Bundesrepublik Deutschland den Höchststand von 46.684 Tankstellen. In den Folgejahren wurden jährlich etwa 350 Stationen geschlossen. Dieser Prozess hat sich 2006 verlangsamt, auf etwa 150 Tankstellen. Zum [veraltet] Stichtag 1. Januar 2014 gab es in Deutschland insgesamt 14.272 konventionelle Tankstellen (einschließlich 375 Autobahnstationen), 906 Erdgas- und 6500 Autogastankstellen. Mit Stand 2023 waren es 14.452. Sie entwickeln sich mehr und mehr zu modernen Drive-in-Dienstleistungszentren mit angeschlossenem Supermarkt, teilweise mit einem Bistro. Die jeweils aktuellen Treibstoffpreise in Deutschland müssen seit 2013 per App oder im Internet abfragbar sein.

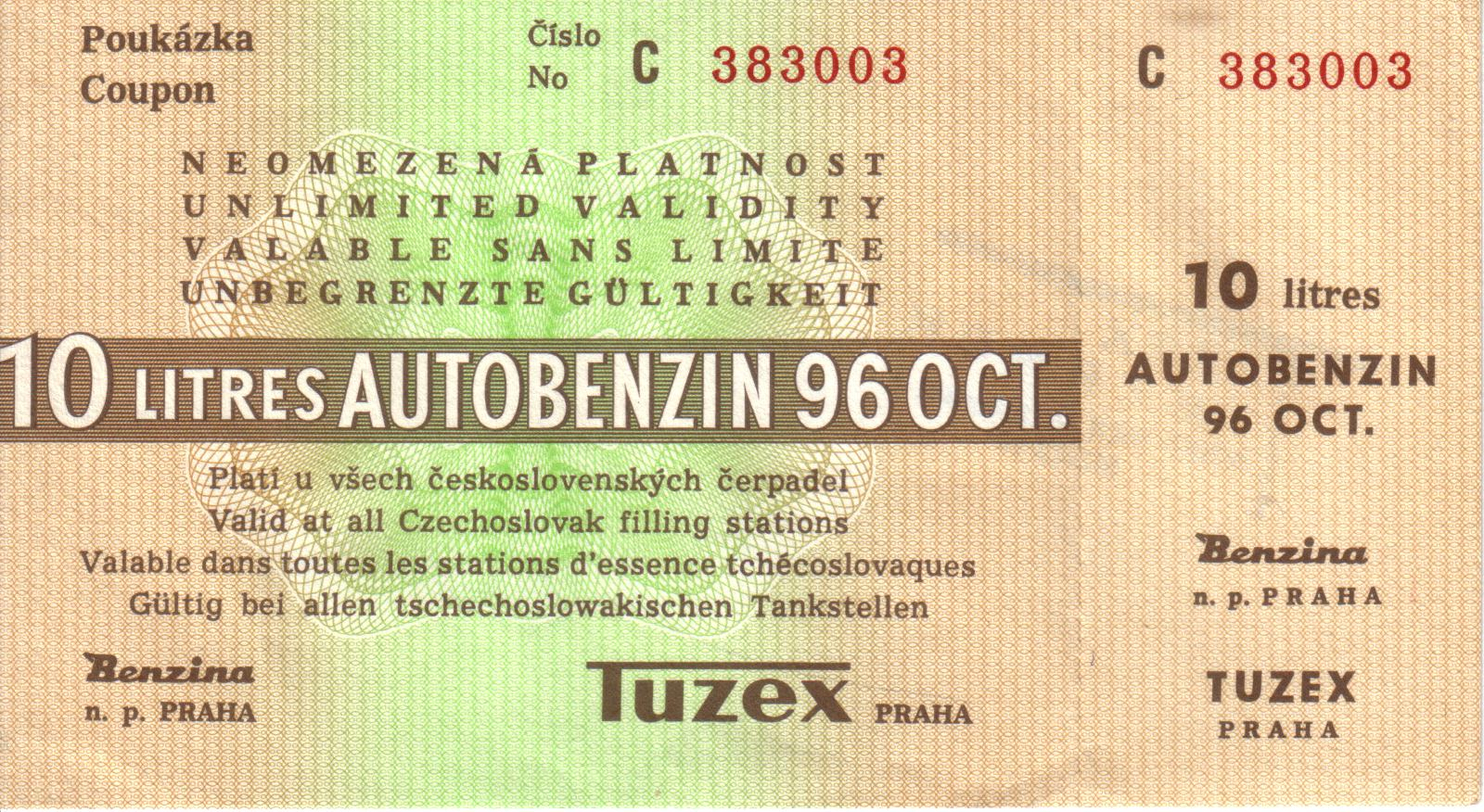
Gutschein über 10 Liter Benzin, ausgestellt von Tuzex (Tschechoslowakei).

Waren früher Tankwarte Servicekräfte, die den Kunden nicht nur den Tank auffüllten, sondern auch die Windschutzscheibe putzten und das Öl kontrollierten, so sind die Tankstellen mittlerweile meist reine Selbstbedienungstankstellen, an denen nur noch die Kasse mit Personal besetzt ist – einerseits aus Kostengründen, andererseits aber auch durch den geringeren Wartungsbedarf an modernen Autos. Bei den frühen Selbstbedienungstankstellen wurde die vom Kunden an der Zapfsäule getankte Menge auf einer Quittung ausgedruckt, die beim Bezahlen an der Kasse vorgelegt werden musste. Die Verwendung von vorher gekauften Jetons, die der Kunde entsprechend der gewünschten Kraftstoffmenge an der Zapfsäule einwerfen musste, war vor allem in Südeuropa üblich. Die Jetons hatten die Funktion von Benzingutscheinen. Bald setzte sich mit der flächendeckenden Verbreitung des Selbsttankens die elektronische Übermittlung der gezapften Menge an die Kasse durch.
In Deutschland, Österreich und der Schweiz sind die Tankstellen-Läden von den durch das Ladenschlussgesetz beschränkten Öffnungszeiten ausgenommen. Seither verdienen viele Tankstellen inzwischen mehr mit dem Verkauf von Supermarkt-Artikeln als mit dem von Kraftstoff. Viele Unternehmer im Einzelhandel sehen hierin eine nicht gerechtfertigte Ungleichbehandlung, zumal die Ausnahmeregelung für Tankstellen sich eigentlich nur auf Reisebedarf bezieht, der aber bei vielen mittlerweile in Tankstellen angebotenen Produkten (z. B. Tiefkühlgerichte) nicht unbedingt zu erkennen ist. Die Tendenz, sich mit einem breiteren Einzelhandelssortiment zusätzliche Einnahmequellen zu verschaffen, liegt allerdings schon länger zurück. Bereits ab 1965 dehnte BP mit dem „BP-Autoshop“ die Grenzen von Reisebedarf z. B. mit der Aufnahme von Spielzeug und Bekleidung aus.
An den deutschen Autobahnen wurden 2012 insgesamt 375 Tankstellen betrieben, wobei diese vorwiegend mit Autobahnraststätten verbunden sind. Das Sortiment der Tankstellen entspricht zum Teil dem eines Supermarktes, allerdings liegen die Preise der Waren teilweise deutlich höher. Verkauft wird während der meist durchgehenden Öffnungszeiten neben Kraftstoff vorrangig „Reisebedarf“ wie Nahrungsmittel. Tankstellen an den Autobahnraststätten waren die ersten, die 24 Stunden geöffnet hatten. Am Flughafen München wurde 1996 im Rahmen der Wasserstoff-Initiative Bayern von Aral die erste öffentliche Tankstelle für Wasserstoff in Betrieb genommen. Es kann sowohl flüssiger als auch gasförmiger Wasserstoff getankt werden.

### Gesellschaftliche Bedeutung und Zukunft
In vielen Ländern der Erde, besonders in dünner besiedelten Ländern, beispielsweise Australien, Kanada, USA oder auf Island, sind Tankstellen zudem gesellschaftliche Treffpunkte. Es wird gegessen, Geldgeschäfte werden getätigt und Feste gefeiert. Größer ausgebaut bilden sie das gesellschaftliche und wirtschaftliche Zentrum einer Siedlung oder eines Dorfes. Besonders in strukturschwachen ländlichen Regionen sind auch in Deutschland Tankstellen in den letzten Jahren zu wochenendlichen Treffpunkten für die örtliche Jugend avanciert.
Nach dem sogenannten „Verbrennerverbot“, also dem EU-Beschluss zum Verbot der Neuzulassung von Pkw mit Verbrennungsmotoren ab dem Jahr 2035, bleibt der Tankstellen-Interessenverband TIV, welcher die Pächter im deutschsprachigen Raum vertritt, gelassen und sieht „die Tankstelle als Institution nicht bedroht“, da sie auch bisherige Veränderungen im Markt überstanden hätte, als Dienstleister für Mobilität fungiere und insbesondere im ländlichen Raum an der Aufrechterhaltung einer Infrastruktur beteiligt ist.

### Die größten deutschen Tankstellenmarken im Vergleich 2014 zu 1935
Die Verteilung der Tankstellen beziehungsweise Servicestationen der Marken mit der größten Marktdurchdringung wird der Verteilung der Zapfstellen 1935 gegenübergestellt (Viele Tankstellen bestanden damals aus nur einer einzigen Zapfsäule, gegenüber der geringen Anzahl an Großtankstellen).
| Marke            | Anzahl Tankstellen 2014     |  | Firma (Marken)                           | Anzahl Zapfstellen 1935     | Marke (Firma) nach Stand |
| ---------------- | --------------------------- |  | ---------------------------------------- | --------------------------- | ------------------------ |
| Insgesamt        | 14.272 Tankstellen          |  |                                          | 56.000 Zapfstellen (ca.)    |                          |
| 1. Aral          | 02.381 Tankstellen (16,7 %) |  | 1. DAPG (Standard (ehem. Dapolin), Esso) | 18.327 Zapfstellen (32,7 %) | Esso (ExxonMobil)        |
| 2. Shell         | 02.044 Tankstellen (14,3 %) |  | 2. Rhenania-Ossag (Dynamin, Shell)       | 16.363 Zapfstellen (29,2 %) | Shell                    |
| 3. TotalEnergies | 01.093 Tankstellen (07,4 %) |  | 3. Benzol-Verband (Aral)                 | 07.740 Zapfstellen (13,8 %) | Aral (BP)                |
| 4. Esso          | 01.019 Tankstellen (07,1 %) |  | 4. OLEX (BP)                             | 06.098 Zapfstellen (10,9 %) | Aral (BP)                |
| 5. Avia          | 0.0809 Tankstellen (05,7 %) |  | 5. Gasolin (Motalin, Leuna-Benzin)       | 03.315 Zapfstellen (05,9 %) | Aral (BP)                |
| 6. Jet           | 0.0779 Tankstellen (05,5 %) |  | 6. Oelhag                                | 0.0953 Zapfstellen (01,7 %) | Esso 50 %, Shell 50 %    |

Die jeweils fünfzigprozentige Aufteilung der Oelhag auf die DAPG und die Rhenania-Ossag hätte für die DAPG (Esso) 33,6 % ergeben und für die Rhenania-Ossag (Shell) 30,1 %. Die Addition der Anteile der später zur Aral fusionierten Benzol-Verband, Olex, Gasolin und Nitag hätten einen Gesamtanteil von 31,8 % ergeben. Im Ergebnis haben die später zu den Marktteilnehmern Esso, Shell und Aral fusionierten Gesellschaften mit zusammen 95,5 % den Markt komplett abgedeckt (beherrscht), während diese drei Firmen seither, was die Marktabdeckung über die Verteilung der Tankstellen angeht, lediglich auf einen Gesamtanteil von 38,1 % kommen. Die in der Tabelle aufgeführten sechs größten Gesellschaften kommen zusammen nur auf einen Anteil von 56,7 %. Diese Zahl sagt jedoch nichts über die Menge der verkauften Mineralölprodukte aus.

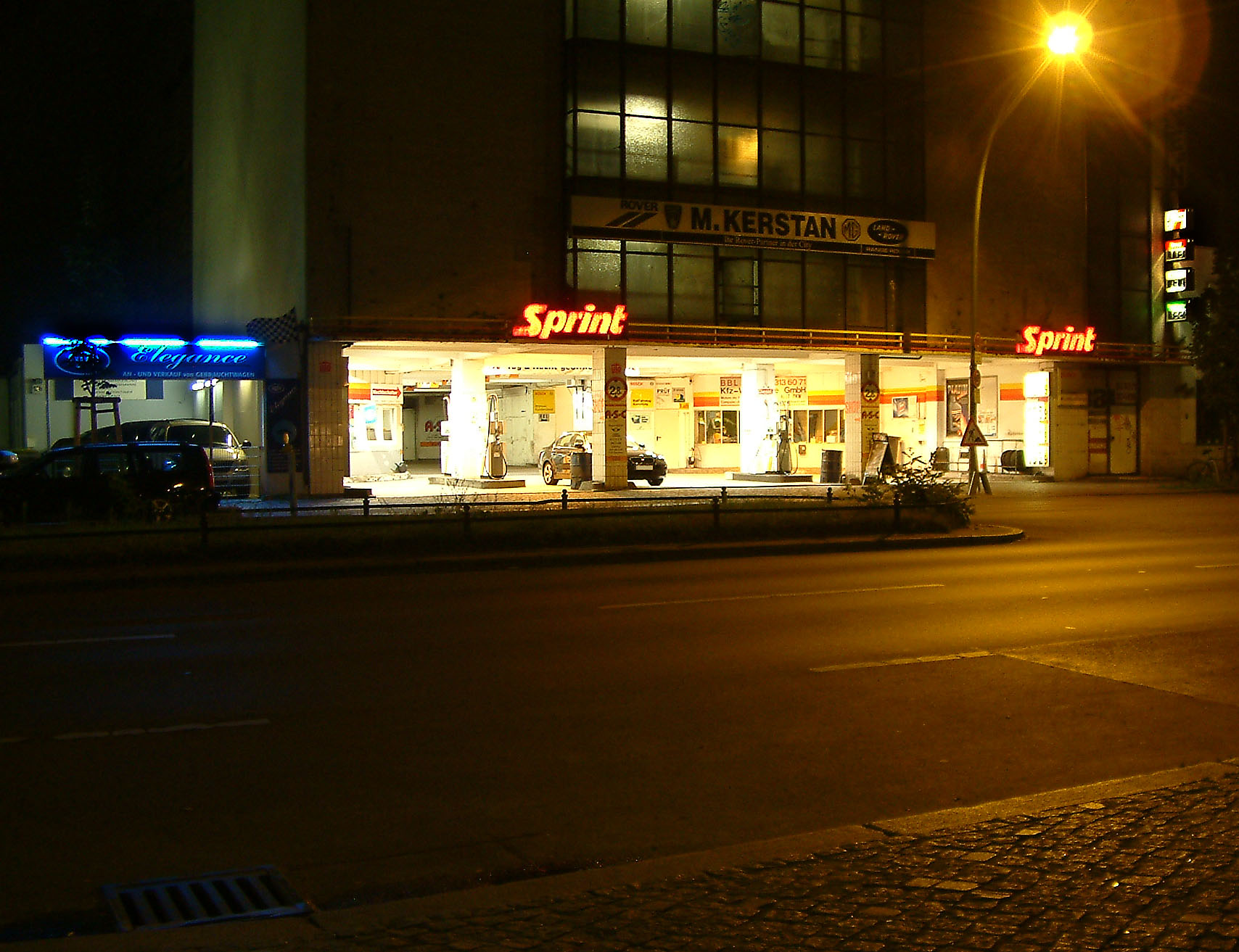
Tankstelle im Erdgeschoss der „Kant-Garage“ (Berlin) von 1930, einem der ersten Parkhäuser Deutschlands

## Anzahl von Tankstellen in Deutschland
(Stand: 31. Dezember 2022)
| Marke            | Anzahl TS | Anzahl BAB-TS |
| ---------------- | --------- | ------------- |
| Aral             | 02.226    | 0.044         |
| Shell            | 01.947    | 0.058         |
| Total            | 01.157    | 0.033         |
| Esso (**)        | 0.0933    | 0.053         |
| Avia             | 0.0897    |               |
| Jet              | 0.0815    | 0.015 (*)     |
| Raiffeisen       | 0.0718    |               |
| Star/Orlen       | 0.0586    | 0.012         |
| Agip/Eni         | 0.0474    | 0.012         |
| Tamoil/HEM       | 0.0417    |               |
| OMV (***)        | 0.0270    | 0.012         |
| Westfalen        | 0.0249    |               |
| Hoyer            | 0.0241    |               |
| OIL!             | 0.0228    |               |
| Q1               | 0.0232    |               |
| Classic          | 0.0181    |               |
| Nordoel          | 0.0113    |               |
| ED Erich Doetsch | 0.0109    |               |
| team             | 0.095     |               |
| HPV              | 0.092     |               |
| BayWa            | 0.084     |               |
| Calpam           | 0.052     |               |
| Sprint           | 0.049     |               |
| Score            | 0.047     |               |
| Bavaria          | 0.031     |               |
| Allguth          | 0.028     |               |
| PIN (****)       | 0.024     |               |
| Mundorf          | 0.022     |               |
| SVG              | 0.011     |               |
| Jaeger           | 0.010     |               |
| Tank & Rast      |           | 0.034         |
| Uniti            |           | 0.049         |
| BFT              | 02.337    | 0.038         |
| Sonstige         | 01.214    |               |
| Insgesamt        | 14.209    | 0360          |

- TS = Straßen-Tankstellen
- BAB-TS = Bundesautobahn-Tankstellen
- (*) Verpachtet an ARAL und betrieben unter ARAL
- (**) betrieben von der Echo Tankstellen GmbH sowie der Minera Kraftstoffe – Mineraloelwerk Rempel GmbH unter ESSO
- (***) betrieben von der Echo Tankstellen GmbH unter OMV
- (****) Adolf Präg betreibt den überwiegenden Teil seiner Tankstellen unter ARAL

### Bau von Tankstellen
Der Bau der Tankstelle muss durch einen Fachbetrieb nach Wasserhaushaltsgesetz erfolgen. Sofern Kraftstoff verkauft werden soll, sind die Abgabeeinrichtungen eichpflichtig und durch die zuständige Eichbehörde abnehmen zu lassen.
Rechtlich fallen Tankstellen unter das Bundes-Immissionsschutzgesetz, wobei sich besondere Regelungen in der Verordnung zur Begrenzung der Kohlenwasserstoffemissionen bei der Betankung von Kraftfahrzeugen finden.

## Situation in der Schweiz
Zum 1. Januar 2025 hat Avenergy Suisse 3313 öffentliche Markentankstellen in der Schweiz gezählt. Die am meisten vertretene Marke war Avia mit 526 Tankstellen, gefolgt von Agrola (409), BP (309), Migrol (308) 1, Coop (264), Eni (263) 2, Tamoil (236), Ruedi Rüssel (220) 3, Socar (217), Shell (153) 4, Jubin (125) und Miniprix (116).
Im Jahr 2022 wurden an Schweizer Tankstellen 6,09 Milliarden Liter Treibstoff (Benzin und Diesel) abgesetzt. Rund ein Viertel der benötigten Treibstoffe wird in der Raffinerie Cressier hergestellt. Der Rest wird von den Tankstellenbetreibern von ausländischen Raffinerien importiert. Die erste Autobahntankstelle in der Schweiz wurde 1967 in Kölliken, auf der damaligen N1, eröffnet. Die Tankstellen und Tanklager in der Schweiz tragen etwa 3 Prozent zu den gesamtschweizerischen VOC-Emissionen bei.

## Entwicklungsländer
In Entwicklungsländern gibt es vielerorts keine Tankstellen mit Zapfsäulen. Kleine Händler verkaufen den Treibstoff aus Flaschen und anderen Behältern an einfachen Straßenständen. Mitunter erfolgt der Verkauf direkt aus dem Tankwagen.

Tankstellen in der Dritten Welt
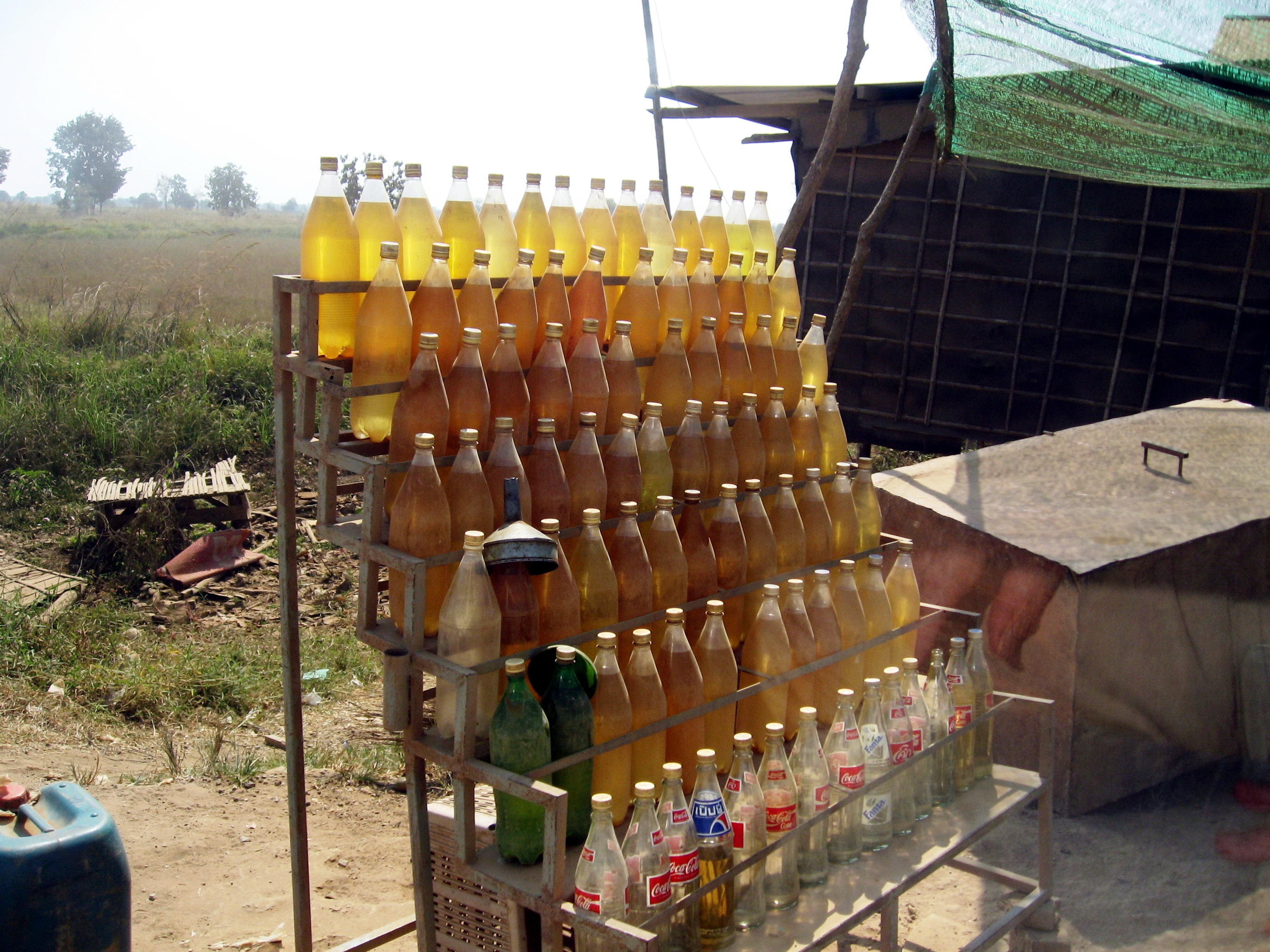
Kambodscha
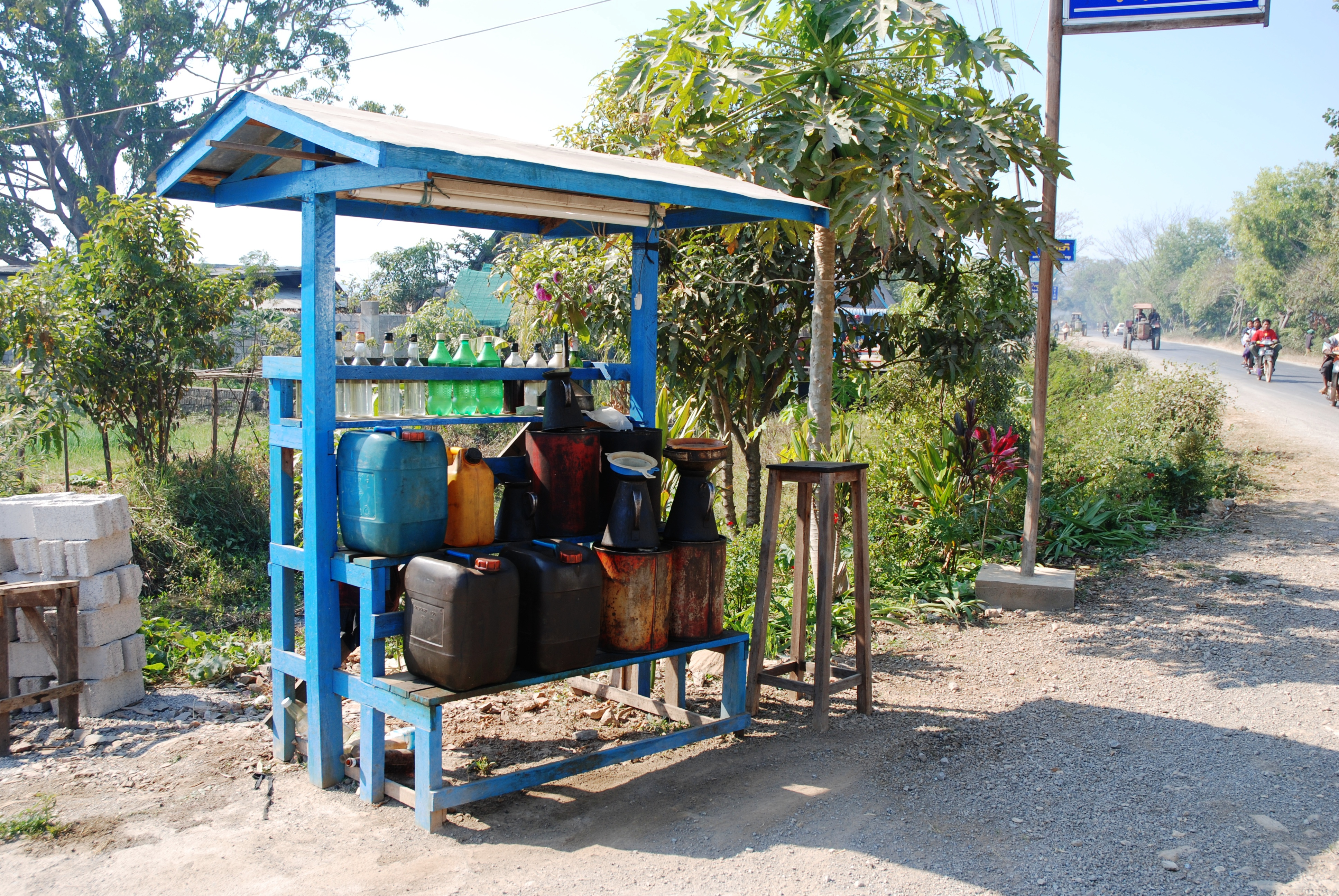
Myanmar
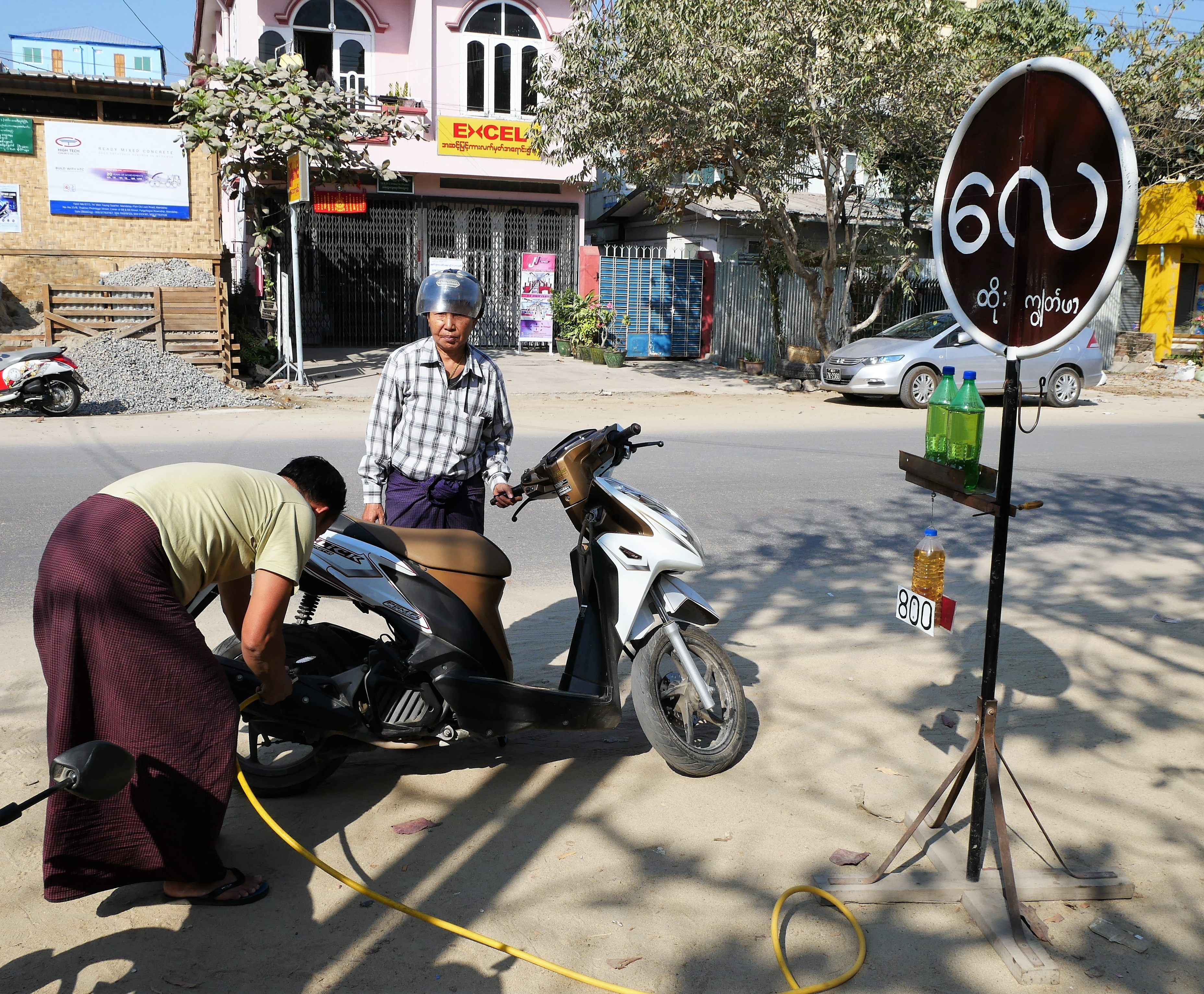
Mandalay, Myanmar
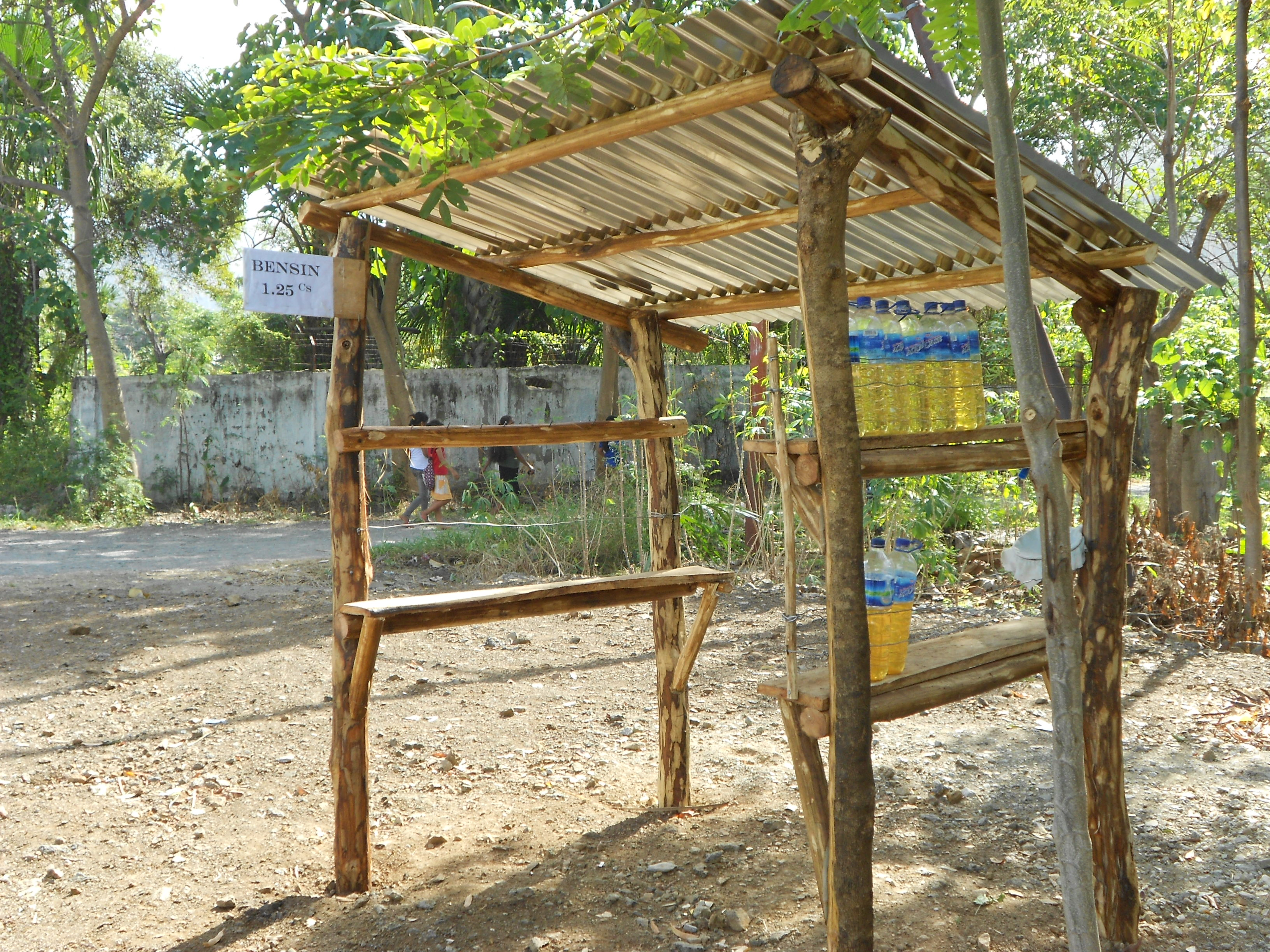
Osttimor
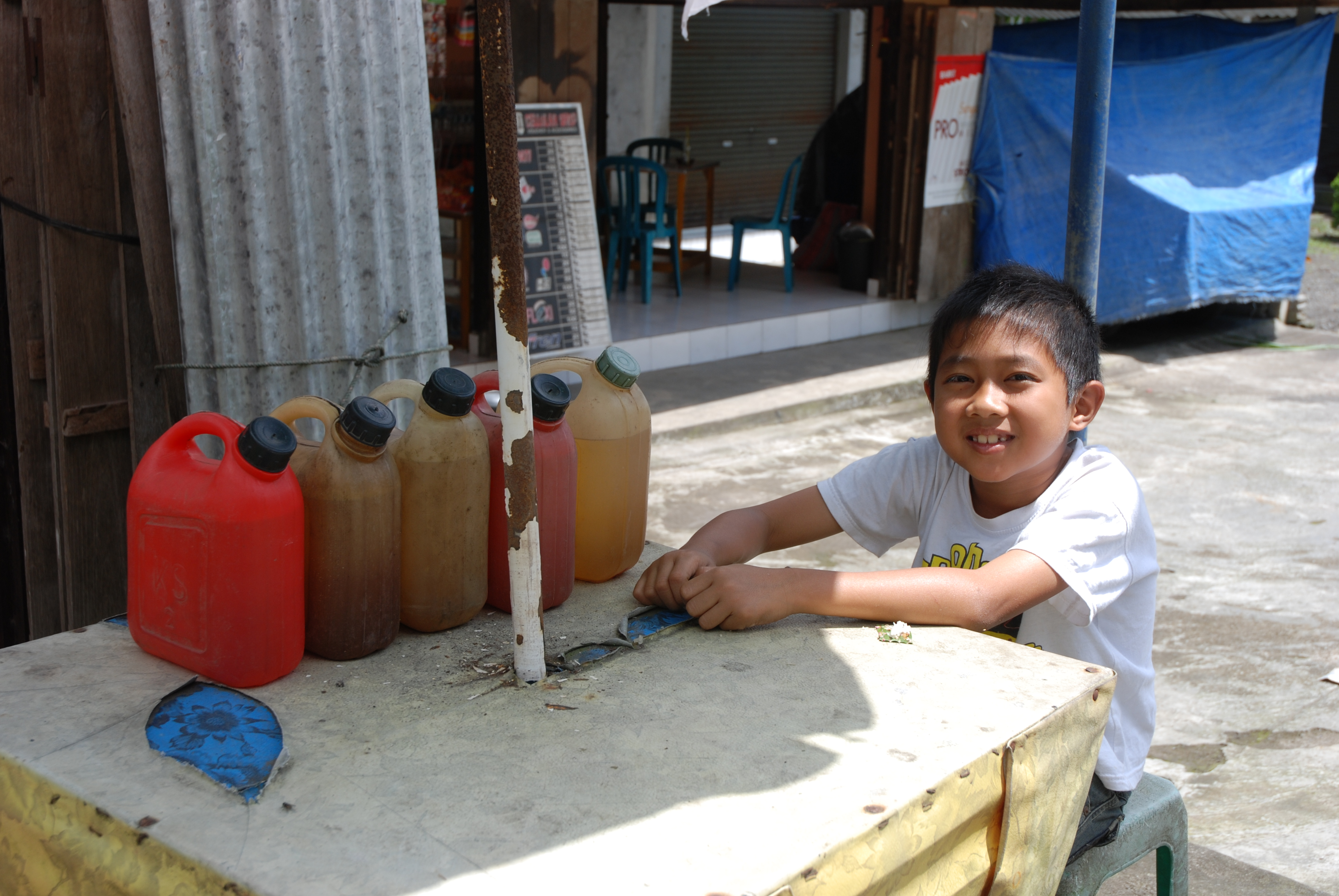
Bali, Indonesien

## Militär
Zur Versorgung motorisierter militärischer Verbände im freien Gelände errichten Logistiktruppenteile Feldtanklager. Bei deutschen Truppen erledigen dies Spezialpioniereinheiten. Darüber hinaus existiert das Central Europe Pipeline System, welches im Verteidigungsfall von Pipelinepionierbataillonen der Bundeswehr zu betreiben und die Tanklager militärisch zu sichern sind.

## Eisenbahn

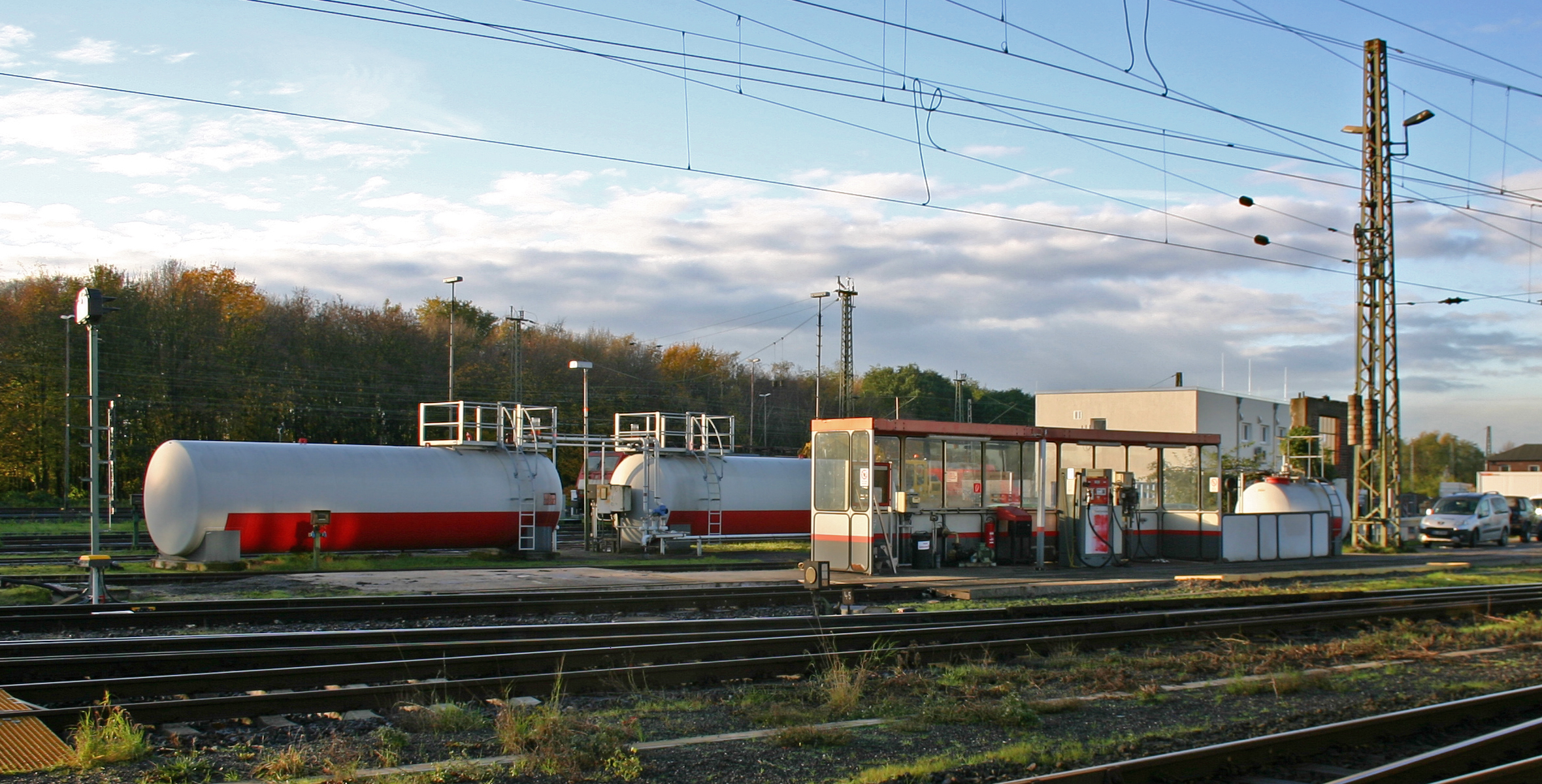
Tankgleis im Bahnhof Oberhausen West (2014).

Diesellokomotiven und Triebwagen mit Verbrennungsmotor der Eisenbahn müssen, ebenso wie Kraftfahrzeuge, zur Aufnahme des Betriebsmittels eine Tankstelle ansteuern. Nahezu alle Fahrzeuge mit Verbrennungsmotor der Bahn fahren mit Dieselkraftstoff. In Deutschland werden diese Tankstellen zumeist von der DB Energie betrieben und befinden sich in der Regel in einem Bahnbetriebswerk oder größeren Rangier- oder Güterbahnhöfen.

## Architektur
Die Architektur von Tankstellen hat sich zwar über die Zeit verändert, dennoch verfügen Tankstellen seit dem frühen 20. Jahrhundert über charakteristische Merkmale: ein Gebäude für Tankwart und Kundschaft, eine zum Witterungsschutz überdachte Tankinsel mit Zapfsäulen, eine auffällige, meist beleuchtete Reklame und die Trennung vom Verkehr durch eigene Zu- und Abfahrten. Insbesondere gilt das Dach im Tankstellenbau als das charakteristische Gestaltungsmerkmal, welches viele Architekten und Ingenieure vor neue technische Herausforderungen stellte, aber auch zu neuen ästhetischen Formfindungen führte. Die Überdachungskonstruktion wurde zum kühnen Designobjekt. In den 1920er bis 1930er und in den 1950er bis 1960er Jahren wurde eine besondere Leichtigkeit und Offenheit in Form von beinahe fliegend anmutenden Dächern erzielt. Die Platzierung und Gestaltung der Dachstützen, die trotzdem eine gute Erreichbarkeit der Zapfsäulen gewährleisten sollten, wurde somit zur entscheidenden Aufgabenstellung für Architekten und Ingenieure. Neben typisierten Bauten, bei denen die verschiedenen Einzelmodule miteinander kombinierbar waren und je nach Bedarf zu einem Gesamtbau addiert werden konnten, sind zahlreiche Werke namhafter Architekten und Ingenieure im Tankstellenbau bekannt. Hierzu zählen Peter Behrens, Hans Poelzig, Arne Jacobsen, Mies van der Rohe, Ernst Neufert, der Bauhausabsolvent Karl Schneider oder auch bekannte Stuttgarter Architekten wie Paul Bonatz, Paul Schmitthenner, Wilhelm Tiedje, in den 1950er und 1960er Jahren insbesondere Lothar Götz, Paul Stohrer, Werner Luz und viele weitere.
Zwar kam es schon in den 1920er Jahren zu ersten Typen-Tankstellen, wie die ab 1927 von der Deutsch-Amerikanischen Petroleumgesellschaft DAPG errichteten Stationen, oder die von Hans Poelzig für die Reichskraftsprit und die Deutsche Gasolin 1927/28 entworfenen Typenbauten. Doch erst seit den 1950er Jahren wurde im Zuge der zunehmenden Mobilisierung der Gesellschaft und der wachsenden Bedeutung des Autos als Fortschritts- und Statussymbol verstärkt auf ein modernes, schickes Erscheinungsbild der Tankstellen und die Wiedererkennbarkeit der jeweiligen Marke Wert gelegt. Mit der wachsenden Verbreitung von Benzin- und Dieselmotoren in Fahrzeugen stiegen die Anforderungen an die Tankstellen, um mehr Fahrzeuge in kürzerer Zeit abfertigen zu können. Dazu kam der Trend, immer größere Verkaufsräume einzurichten, da die Pächter einen großen Teil ihres Verdienstes mit anderen Waren als Kraftstoffen erzielen. In der Folge entstanden für jede Marke standardisierte Typenbauten, die sich aus frei kombinierbaren Bestandteilen zusammensetzten und sukzessive erweitert werden konnten.
Nur selten werden Tankstellen für ihre bauliche Gestaltung bekannt. Zu solchen Designbauten gehört die Tankstelle von Skovshoved, die Arne Jacobsen 1936 errichtete.

Architektur von Tankstellen
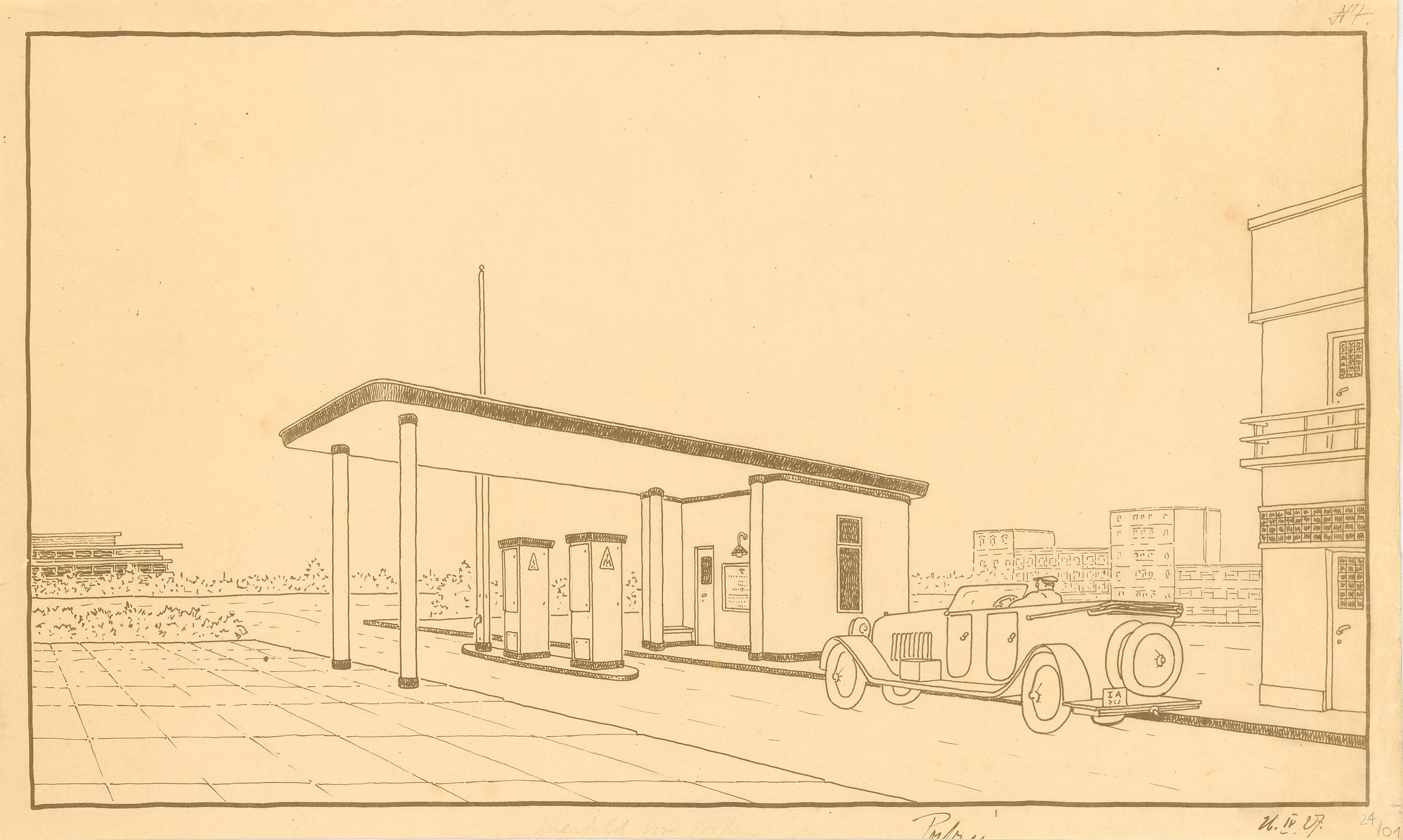
Entwurf von Hans Poelzig für die Reichskraftsprit (1927)
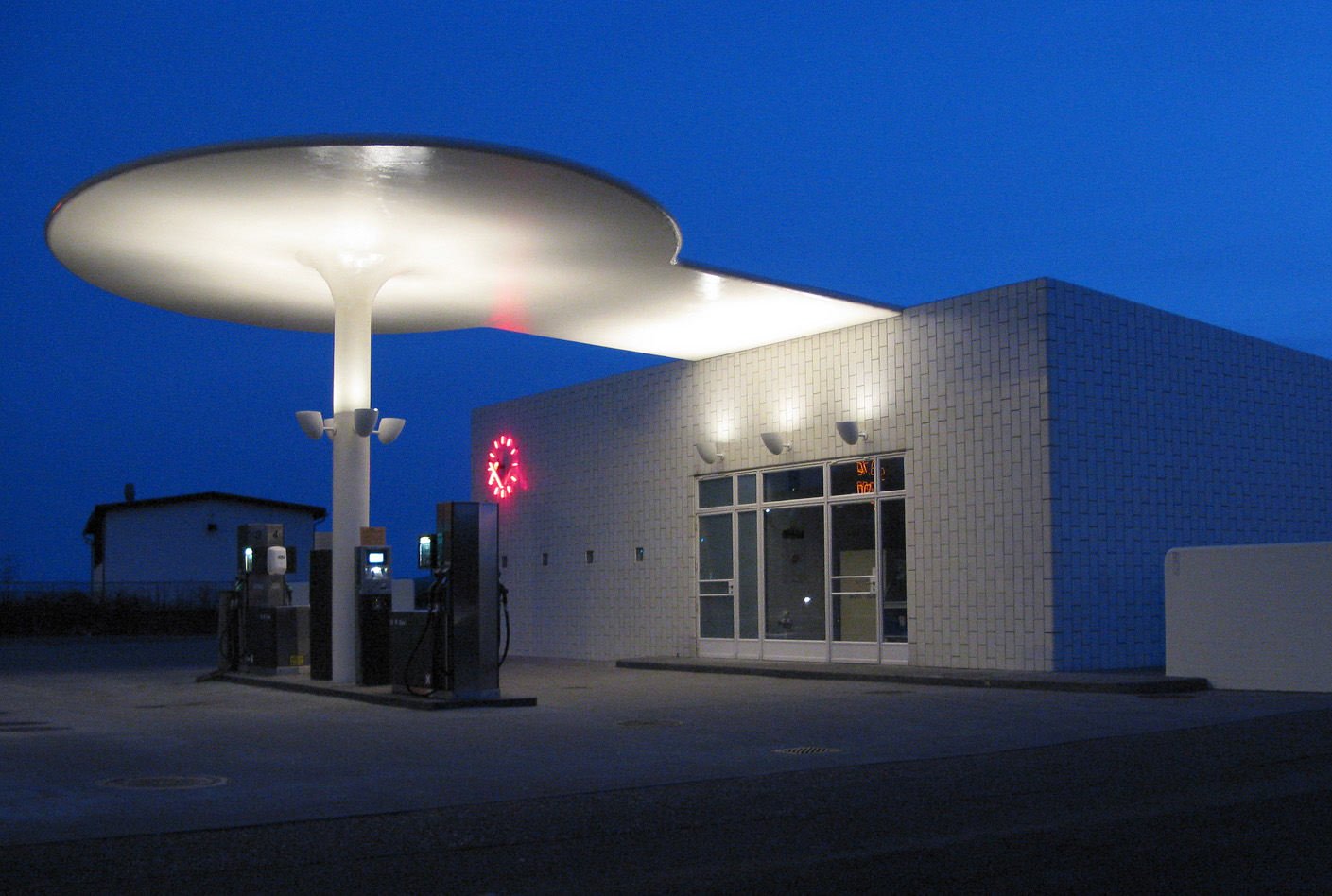
Tankstelle von Arne Jacobsen (1936). Charakteristisch ist das bei Nacht indirekt beleuchtete, runde Vordach.
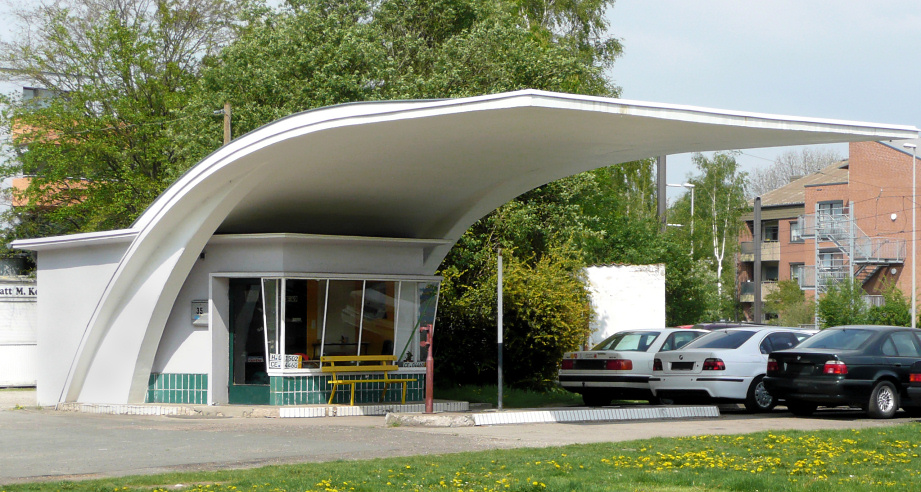
Denkmalgeschützte Tankstelle (1957) in Hannover-Badenstedt des Typ 3 der standardisierten Tankstellen der Firma Caltex
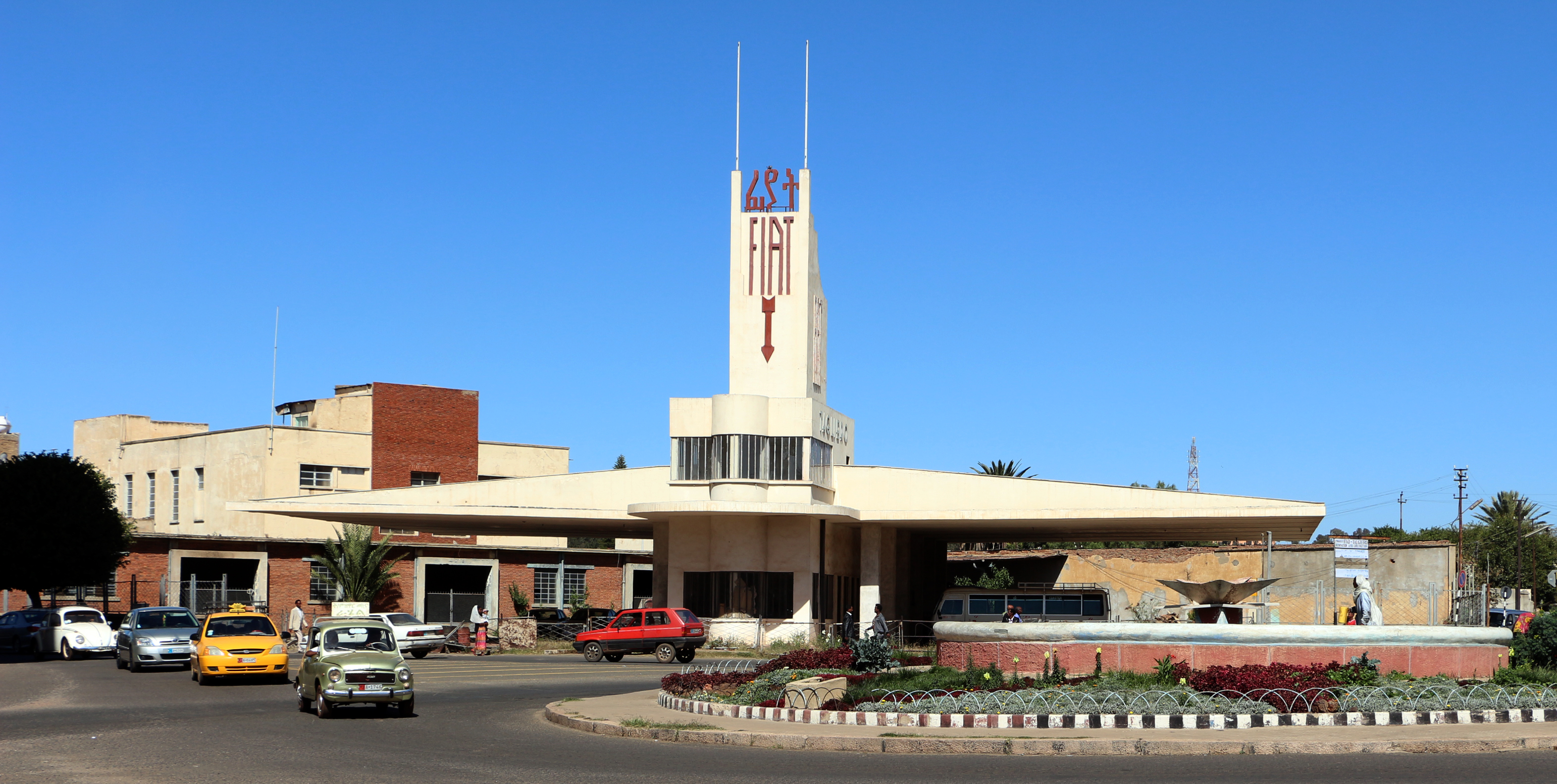
Fiat Tagliero in Asmara, Eritrea, UNESCO-Welterbe

## Fachzeitschriften
Seit 1991 erscheint die Branchenzeitschrift Tankstellen-Markt. Bereits seit 1954 existiert die Zeitschrift tankstelle, früher mit dem Untertitel Das Magazin für den Stationär. Sie erscheint monatlich im Kirchheim-Verlag in Mainz und enthält neben Brancheninformationen regelmäßig Abhandlungen zu aktuellen Rechtsfragen. Seit 2013 gibt die Einkaufsgesellschaft Freier Tankstellen das Branchenmagazin Tankstop heraus, das Branchenneuigkeiten und Tipps für Freie Tankstellen enthält.